# جولیا پنالبر
جولیا پنالبر (به انگلیسی: Giullia Penalber،  زادهٔ ۱۳ آوریل ۱۹۹۲) یک کشتی‌گیر زن آزادکار اهل کشور برزیل است. وی سابقه حضور در المپیک ۲۰۲۴ پاریس را دارد.  